# Dead Set (album)
Dead Set è un album live del gruppo rock statunitense Grateful Dead, pubblicato nel 1981. 

## Tracce
Disco 1
1. Samson and Delilah - 5:02
2. Friend of the Devil - 7:28
3. New Minglewood Blues - 4:41
4. Deal - 4:36
5. Candyman - 7:15
6. Little Red Rooster - 4:31
7. Loser - 5:45
8. Passenger - 3:21
9. Feel Like a Stranger - 5:41
10. Franklin's Tower - 5:22
11. Rhythm Devils - 4:02
12. Space - 2:29
13. Fire on the Mountain - 6:30
14. Greatest Story Ever Told - 4:04
15. Brokedown Palace - 5:42

Disco 2 (tracce bonus 2004)
1. Let It Grow - 9:38
2. Sugare - 9:51
3. C.C. Rider - 7:17
4. Row Jimmy - 10:14
5. Lazy Lightnin' - 2:53
6. Supplication - 5:50
7. High Time - 8:40
8. Jack Straw - 6:17
9. Shakedown Street - 10:42
10. Not Fade Away - 4:50

## Formazione
Grateful Dead
- Jerry Garcia – chitarra, voce
- Mickey Hart – percussioni
- Bill Kreutzmann – percussioni
- Phil Lesh – basso
- Brent Mydland – tastiera, voce
- Bob Weir – chitarra, voce